# Франсуаза Малле-Жоріс
Франсуаза Малле-Жоріс (фр. Françoise Mallet-Joris; нар. 6 липня 1930, Антверпен — пом. 13 серпня 2016, Брі-сюр-Марн, Франція) — французька письменниця фламандського походження, франскільонка. Справжнє ім'я — Франсуаза Лілар.

## Життєпис
Народилася 6 липня 1930 року в родовитій та висококультурній родині бельгійського міністра юстиції барона Альбера Лілара та відомої письменниці, члена Бельгійської Королівської академії Сюзанни Лілар.
Здобувала освіту в Філадельфії та Сорбонні.
У шістнадцять років Франсуаза видає свою першу поетичну збірку, а в двадцять — роман «Монастирська вулиця», який одразу став літературною сенсацією. За наступні десятиліття плідної творчості Малле-Жоріс випускає багато книг; серед них — романи «Червона кімната» («La Chambre rouge», 1955), «Брехня» («Les Mensonges», 1956), «Небесна імперія» («L'Empire céleste», 1958), «Персонажі» («Les Personnages», 1961), «Паперовий будиночок» («La Maison de Papier», 1970), «Аллеґра» («Allegra», 1976), «Діккі-Король» («Dickie-Roi», 1979), «Сум за любов'ю і ще про щось» («Un chagrin d'amour et d'ailleurs», 1981). Чимало її творів одразу ж після виходу в світ ставали бестселерами.
Член комітету Премії Феміна у 1969—1971 роках. З 1971 по 2011 роки член Ґонкурівської академії.
У 1993 році Франсуаза Малле-Жоріс обрана членом Бельгійської Королівської академії, де вона посіла місце своє матері, яка померла роком раніше.

## Українські переклади
- Франсуаза Малле-Жоріс. Нантакет. Повість. переклад Романа Осадчука // Всесвіт, 1990, № 1.
- Франсуаза Малле-Жоріс. Паперовий будиночок: Роман / Пер. з фр. та передм. Г. Малець. — К.: Унів. вид-во «Пульсари», 2004. — 224 с.